# Creu de terme (Copons)
La Creu de terme és una obra de Copons (Anoia) inclosa a l'Inventari del Patrimoni Arquitectònic de Catalunya.

## Descripció
La creu estava formada per un basament esglaonat format per quatre graons, damunt del que s’assentava una columna poligonal monolítica que sostenia la creu. Coronant la columna hi havia el basament de la creu pròpiament dita, que era poligonal i estava decorat amb figures bíbliques. Només es conserva íntegrament la part superior de l'estructura, formada per la creu pròpiament dita i un petit fust poligonal amb basament motllurat. La creu és grega i presenta les aspes motllurades. També es conserven alguns trams de la columna central poligonal que l'aixecava. Totes les restes conservades són de pedra, estan fragmentades i no presenten un bon estat de conservació.

## Història
Al llibre 'Les creus al vent' d'Albert Bastardes, hi ha una foto de la creu del 1914. on es veu la creu de terme original de Copons, situada a la cantonada sud-est del Pla de Missa, al costat de la rectoria.
El mes d’octubre de 1934, la creu fou destruïda com a conseqüència dels fets ocorreguts durant la proclamació de l’Estat Català per part del president de la Generalitat, Lluís Companys. La creu va ser erigida de nou després de la Guerra Civil (1936-1939), pels voltants de l’any 1954, i fou situada en el mateix punt del Pla de Missa (unes imatges publicades al número 5 de la revista Camí Ral en donen fe). Finalment, sembla que durant les obres de construcció de la nova sala polivalent del poble (entre els anys 2005 i 2006), la creu fou malmesa i les peces quedaren a la intempèrie fins que finalment es van poder recuperar i actualment es troben guardades.